# Staicele socken
Staicele socken (lettiska: Staiceles pagasts) är ett administrativt område i Aloja kommun i Lettland.